# Javier Yubero
Javier Yubero Solanilla (* 21. Januar 1972 in Irún; † 22. September 2005 in San Sebastián) war ein spanischer Fußballspieler.
Yubero spielte als Torwart unter anderem für die Vereine Real Sociedad San Sebastián, Betis, Rayo Vallecano in der spanischen Primera División und SD Éibar in der Segunda División. 2003 wurde bei ihm Bauchspeicheldrüsenkrebs diagnostiziert, woraufhin er seine berufliche Karriere beenden musste. Er starb an den Folgen der Krankheit.
| Personendaten    | Personendaten                                 |
| ---------------- | --------------------------------------------- |
| NAME             | Yubero, Javier                                |
| ALTERNATIVNAMEN  | Yubero Solanilla, Javier (vollständiger Name) |
| KURZBESCHREIBUNG | spanischer Fußballspieler                     |
| GEBURTSDATUM     | 21. Januar 1972                               |
| GEBURTSORT       | Irún                                          |
| STERBEDATUM      | 22. September 2005                            |
| STERBEORT        | San Sebastián                                 |